# Política de Samoa

Bandera de Samoa.

Samoa es una monarquía parlamentaria independiente. La Constitución de 1960, que tomó formalmente efecto después de la independencia del país, se basa en la democracia parlamentaria del Reino Unido, modificada para tener en cuenta los hábitos de Samoa. Los dos grandes jefes samoanos desde la independencia se vienen designando conjuntamente desde el cargo de jefe de Estado. El anterior jefe de Estado, Malietoa Tanumafili II, que falleció en 2007, ocupó este cargo desde la muerte del segundo gran jefe en 1963. Su sucesor Tuiatua Tupua Tamasese Efi fue designado por la legislatura por un mandato de 5 años, se ha mantenido el título O le Ao o le Malo y el tratamiento de "Alteza", pero al limitar los mandatos de la Jefatura del Estado a cinco años reelegibles, Samoa se ha convertido así en una república de facto, pero no de iure
La Constitución actual de Samoa entró en vigor al tiempo de la independencia el 1 de enero de 1962. Había sido elaborada por una Convención Constitucional en octubre de 1960 y aprobada en mayo de 1961 en referéndum.
La carta magna establece un modelo de democracia parlamentaria en el que el Jefe del Estado es elegido por el Parlamento por un periodo de cinco años, a excepción de quienes eran Jefe del Estado al tiempo de la independencia que fueron declarados Jefes de Estado vitalicios, en virtud de un acuerdo entre los matai samoanos. El Parlamento se denomina "Fono" y lo forman 49 diputados elegidos por sufragio universal por cinco años. El derecho a ser candidato y elegido para 47 de los 49 les obliga a ser jefes de clan (matai) y los otros 2 deben ser no samoanos. El poder ejecutivo lo forma un primer ministro elegido por el Fono. Los ministros deben ser también miembros de la asamblea legislativa.